# Tondo severiano
Le Tondo severiano est l'un des rares exemples de peinture sur panneau de bois provenant de la Rome antique.

## Description
Datée aux environs de l'an 200, il s'agit d'une peinture « a tempera » de forme circulaire (tondo), avec un diamètre de 305 mm. Elle fait partie, aujourd'hui, de la collection Antikensammlung Berlin (numéro d'inventaire 31329).
Le panneau représente l'empereur romain Septime Sévère et sa famille ; à gauche son épouse Julia Domna et, devant, les fils Geta et Caracalla. Tous endossent de somptueux habits cérémoniaux ornés de pierres précieuses, tandis que Septime et ses enfants tiennent des sceptres et portent des couronnes tressées d'or. Le visage de Geta a été effacé, sans doute à la suite de son assassinat par son frère et de la damnatio memoriae ordonnée par celui-ci.
Il s'agit vraisemblablement de l'un des nombreux portraits impériaux qui étaient produits en masse pour être exposés dans les bureaux et édifices publics de tout l'Empire. À chaque intronisation d'un nouvel empereur, ces portraits étaient remplacés par le nouveau dirigeant. Comme le bois est un matériau périssable, peu d'exemplaires nous sont parvenus : ce Tondo, probablement d'origine égyptienne, est le seul spécimen conservé.

## Sources
- (it) Cet article est partiellement ou en totalité issu de l’article de Wikipédia en italien intitulé « Tondo severiano » (voir la liste des auteurs).